# Широкохвіст
Широкохві́ст (Schoenicola) — рід горобцеподібних птахів родини кобилочкових (Locustellidae). Представники цього роду мешкають в Південній Азії.

## Види
Виділяють два види:
- Широкохвіст азійський (Schoenicola platyurus)
- Кущавниця смугаста (Schoenicola striatus)

Африканського широкохвоста раніше відносили до роду Schoenicola, однак за результатами молекулярно-генетичного дослідження, опублікованого у 2018 році, його було переведено до монотипового роду Catriscus. Натомість, смугасту кущавницю, яку раніше відносили до монотипового роду Кущавниця (Chaetornis), було переведено до роду Широкохвіст (Schoenicola).

## Етимологія
Наукова назва роду Schoenicola походить від сполучення слів лат. schoenus — очерет і cola — мешканець.